# Phyllomys thomasi
Phyllomys thomasi là một loài động vật có vú trong họ Echimyidae, bộ Gặm nhấm. Loài này được Ihering mô tả năm 1871.